# Marqus Blakely
Marqus Blakely, né le 22 octobre 1988, à Metuchen, au New Jersey, est un joueur américain de basket-ball. Il évolue au poste d'ailier.

## Palmarès
- Champion NBA Development League 2011
- Vainqueur du Shooting Stars Competition du NBA Development League All-Star Game 2012
- Champion PBA (Governors 2013, Governors 2014)
- Joueur de l'année de l'America East Conference 2009, 2010
- First-team All-America East Conference 2008, 2009, 2010
- Meilleur défenseur de l'année de l'America East Conference 2008, 2009, 2010
- America East All-Defensive Team 2008, 2009, 2010